# Diana Zagainova
Diana Zagainova (* 20. Juni 1997 in Vilnius) ist eine litauische Leichtathletin, die sich auf den Dreisprung spezialisiert hat und aktuell Inhaberin des Landesrekordes ist.

## Leben
Zagainova versuchte sich vom 4. Lebensjahr an zunächst im Gerätturnen, mit 9 Jahren begann sie mit der Leichtathletik. Speziell zum Dreisprung kam sie im Alter von 16 Jahren. Sie besuchte das Sportzentrum der Stadt Vilnius. Seit 2016 studiert sie an der Philosophie-Fakultät der Universität Vilnius.
Ihre Trainer sind Andrej Tolstiks und Irina Krakoviak-Tolstiks.

## Sportliche Laufbahn
Erste internationale Erfahrungen sammelte Diana Zagainova beim Europäischen Olympischen Jugendfestival 2013 in Utrecht, bei dem sie mit 5,26 m in der Weitsprungqualifikation ausschied, wie auch bei den Junioreneuropameisterschaften 2015 in Eskilstuna mit 12,06 m im Dreisprung. 2016 nahm sie an den U20-Weltmeisterschaften in Bydgoszcz teil, konnte sich aber auch dort mit 12,41 m nicht für das Finale qualifizieren. Im Jahr darauf wurde sie bei den U23-Europameisterschaften ebendort mit 13,44 m Siebte und schied bei der Sommer-Universiade in Taipeh mit 12,56 m in der Qualifikation aus. 2019 nahm sie an den Halleneuropameisterschaften in Glasgow teil und schied dort mit 13,36 m in der Qualifikation aus. Anschließend siegte sie bei den U23-Europameisterschaften in Gävle mit einem Sprung auf 13,89 m und qualifizierte sich auch für die Weltmeisterschaften in Doha, bei denen sie mit 13,64 m aber nicht das Finale erreichte. 2021 scheiterte sie dann auch bei den Halleneuropameisterschaften in Toruń mit 13,55 m in der Qualifikation. Im August nahm sie an den Olympischen Spielen in Tokio teil und verpasste dort mit 13,10 m den Finaleinzug.
2023 startete sie bei den Halleneuropameisterschaften in Istanbul und schied dort mit 13,37 m in der Qualifikationsrunde aus. Im August gewann sie dann bei den World University Games in Chengdu mit 14,02 m die Silbermedaille hinter der Türkin Tuğba Danışmaz. Im Jahr darauf verpasste sie bei den Europameisterschaften in Rom mit 13,64 m den Finaleinzug. Bei den Olympischen Spielen 2024 in Paris kam Zagainova im Dreisprung mit einer Weite von 12,86 m nicht über die Qualifikation hinaus und 2025 verpasste sie bei den Halleneuropameisterschaften in Apeldoorn mit 13,42 m den Finaleinzug.
2017 wurde Zagainova litauische Meisterin im Dreisprung im Freien sowie 2016 und 2017 sowie 2019 und 2021 auch in der Halle.